# آشور ناصربال الثاني
آشورناصربال الثاني (بالأكادية: Aššur-nāṣir-apli، أي «آشور وَصي على الوريث») ملك الإمبراطورية الآشورية من 883 إلى 859 قبل الميلاد. خلف والده توكولتي نينورتا الثاني عام 883 قبل الميلاد، خلال فترة حكمه شرع في حَملة توسُعية كَبيرة، أولاً قهر الشعوب الواقعة إلى الشمال في آسيا الصغرى وفرض الجزية على فريجيا، ثم غزا آرام (سوريا الحديثة) وقهر الآراميين والحيثيين الجدد بين الخابور ونهر الفرات.

## الحُكم
أخضع آشورناصربال الثاني ميسوپوتاميا وأيضا الإقليم الذي هو الآن لبنان وأضافهم إلى الإمبراطورية الآشورية النامية، كان آشورناصربال الثاني مشهوراً بِقسوَته وكان يستعبد الأسرى لبناء العاصمة الآشورية الجديدة في ربوة النمرود كالح حيث قام ببنائها وشيّد العديد من القُصور. َدفعت قسوته إلى تمرد قامَ بسحقه بشكل حاسم في معركة ضارية استمرت يومين. وبحسب نقش نصبه، قال وهو يتذكر هذه المجزرة:
رِجالهُم صِغارا وكِبارا أُخِذَت أسرى. منَ البَعض قَطعت أرجُلهم وأيديهم. وآخرون أقطعْ آذانُهم وأنوفهم وشَفاهَهم. من آذان الشُبان صَنعت كومَة. ومن رؤوس المُسنين صَنعت مئذنة. لقد كشفت رؤوسَهم كتذكار أمام مدينَتهم. الأطفال الذكور والأطفال الإناث أحرَقتُهم بنيران المدينة التي دمرتها بالنار.
بعد هذا الانتصار، تقدم دون معارضة حتى البحر الأبيض المتوسط وفرض الجزية على فينيقيا. عند عودته إلى الوطن، نقل عاصمته إلى مدينة كالح. كان آشورناصيربال إداري حكيم وقد أدرك أنه يمكنه كسب سيطرة وحكم أكبر على إمبراطوريته من خلال تعيين حكام آشوريين على البلاد الواقعة تحت سيطرته أو الاعتماد على أحد الحكام المحليين الذي يقوم بدفع الجزية.

### حَملاته

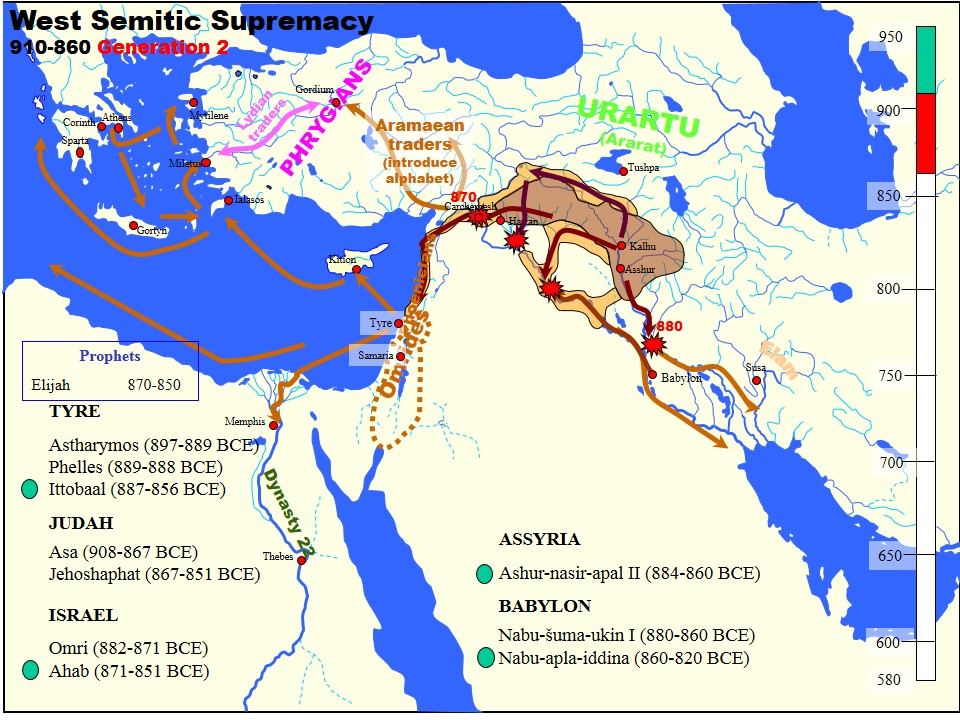
حملات ومعاصرو آشورناصربال الثاني.

مثل الملوك الآشوريين السابقين آشورناصربال شن حملة على طول نهر الفرات ضد الآراميين وفي ديالى ضد بابل. ضمنت المُعاملة الوحشية التي مارسها آشورناصربال الثاني مع المتمردين أنه حتى في حالة عدم وجود جيشه في المَنطَقه، فلن يكون هناك المزيد من التمردات. ستشهد المزيد من الثورات استبدال الملك المحلي بحاكم موالي للنظام الملكي الآشوري فقط. قاد جيشه، الذي كان يتألف عادةً من المشاة (بما في ذلك المساعدين والأجانب)، وسلاح الخَيالة الثقيلة والخفيفة والمركبات، وغزا آشور ناصربال الحيثيين والدول الآرامية في شمال سوريا.
لم يدمر آشورناصربال الثاني المدن الفينيقية / الكنعانية التي احتلها. لم ينجح في حصار صور، والتي استقرت تحت حكم إتوبال في كيتيون في قبرص وفتحت طرقًا تجارية في جميع أنحاء بحر إيجه، في رودس وميليتس. من خلال الجزية، أصبحت مصادر للمواد الخام لجيوشه وبرامج بنائه. كان الحديد ضروريًا للأسلحة، وخشب الأرز اللبناني للبناء والذهب والفضة لدفع رواتب الجنود.

كتب آشورناصربال عند التفكير في المواطنين المحتلين في الأراضي التي احتلها؛
أعدت توطينهم في مدنهم ومنازلهم المهجورة. لقد فرضت عليهم المزيد من الجزية والضرائب أكثر من أي وقت مضى: الخيول والبغال والثيران والأغنام والنبيذ والعمل.

## قَصر النَمرود

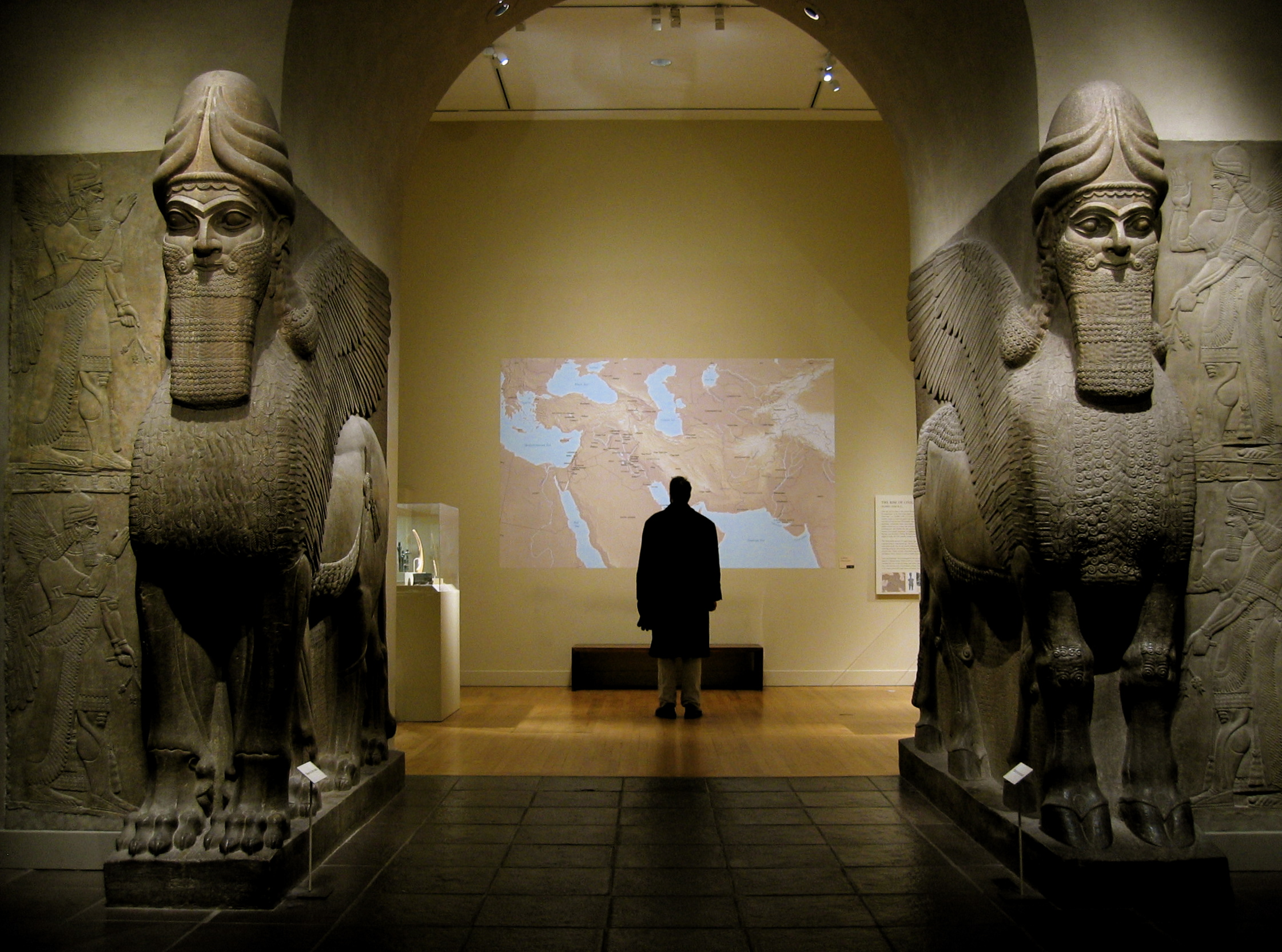
زوج من لاماسو، من ربوة النمرود كالح. متحف المتروبوليتان للفنون.

تم بناء قصر آشورناصربال الثاني واكتمل بناؤه عام 879 قبل الميلاد في النَمرود، التي تقع في العراق حاليًا شمال بغداد. كانت جدران القصر مبطنة بنقوش منحوتة في المرمر. حملت هذه النقوش المنحوتات المتقنة، وكثير منها يصور الملك محاطًا بأرواح واقية مجنحة، أو يشارك في الصيد أو في حملة. كان لكل منها نص مكتوب فيه. كان هذا النص هو نفسه أو متشابهًا جدًا في كل نقش بارز، وبالتالي يُسمى بالنقش القياسي. يبدأ النقش القياسي بتتبع نسب آشورناصربال الثاني إلى ثلاثة أجيال، ويسرد انتصاراته العسكرية، ويحدد حدود إمبراطوريته، ويخبر كيف أسس النَمرود، وبنى القصر. بنى آشورناصربال الثاني أيضًا بوابة ضخمة في النَمرود.
قام عالم الآثار البريطاني أوستن هنري لايارد بالتنقيب في النَمرود في أربعينيات القرن التاسع عشر، وكشف النقاب عن قصر آشور ناصربال الثاني في الشمال الغربي. اليوم، يتم عرض العديد من النقوش والتماثيل من الحفريات من النَمرود في صالات العرض بالمتحف البريطاني بلندن، بما في ذلك تمثال آشور ناصربال الثاني والمسلة السوداء لابنه شلمنصر الثالث، مع نقوش أخرى معروضة في متاحف في أوروبا مثل ميونيخ واليابان والولايات المتحدة الأمريكية.

### نقوش النَمرود

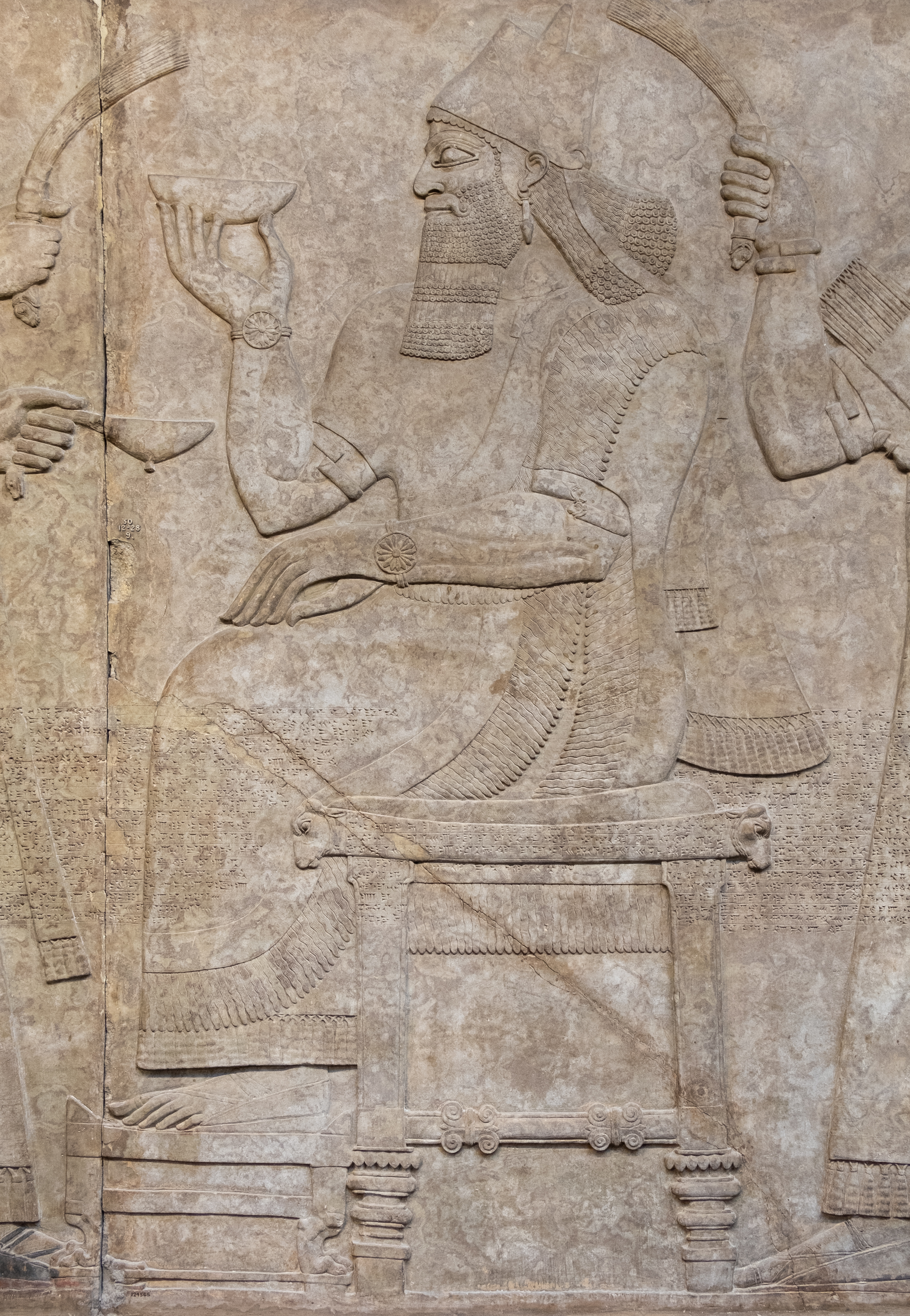
آشورناصربال على العَرش.

بعد سقوط الدولة الآشورية عام 612 قبل الميلاد، أصبح القصر متضخماً ودُفن بالكامل في نهاية المطاف، وبقي كَذلك ما يقرب من 2500 عام حتى أعاد اكتشافه عالم الاثار البريطاني أوستن هنري لايارد في عام 1845. أشرف لايارد على أعمال التنقيب في القصر، وخلال هذه الفترة تمت أستخراج النقوش البارزة التي سادت جدران المبنى من الموقع وإرسالها إلى مجموعات ومَتاحف في جميع أنحاء أوروبا وأمريكا الشمالية، حيث تلقى المتحف البريطاني غالبية نقوش النَمرود. على الرغم من التنقيب وإزالة العديد من هذه النقوش، بقي عدد كبير داخل القصر وأعيد دفنه مع مرور الوقت. أعاد ماكس مالوان التنقيب في الموقع من عام 1947 حتى عام 1957، عندما تولى المشروع إدارة الآثار العراقية التي لا تزال تتمتع بالسلطة القانونية على الموقع. تبلغ مساحة القصر المعروفة 200 م من الشمال إلى الجنوب و120 م من الشرق إلى الغرب. هذا على الأرجح جزء فقط من التصميم الأصلي، بما في ذلك إمكانية وجود مستوى أعلى بينما لا يوجد دليل ملموس على ذلك. كانت جميع جدران القصر مبطنة بألواح حجرية تم تزيين معظمها بنقوش بارزة.

### الرَمزية والغَرض

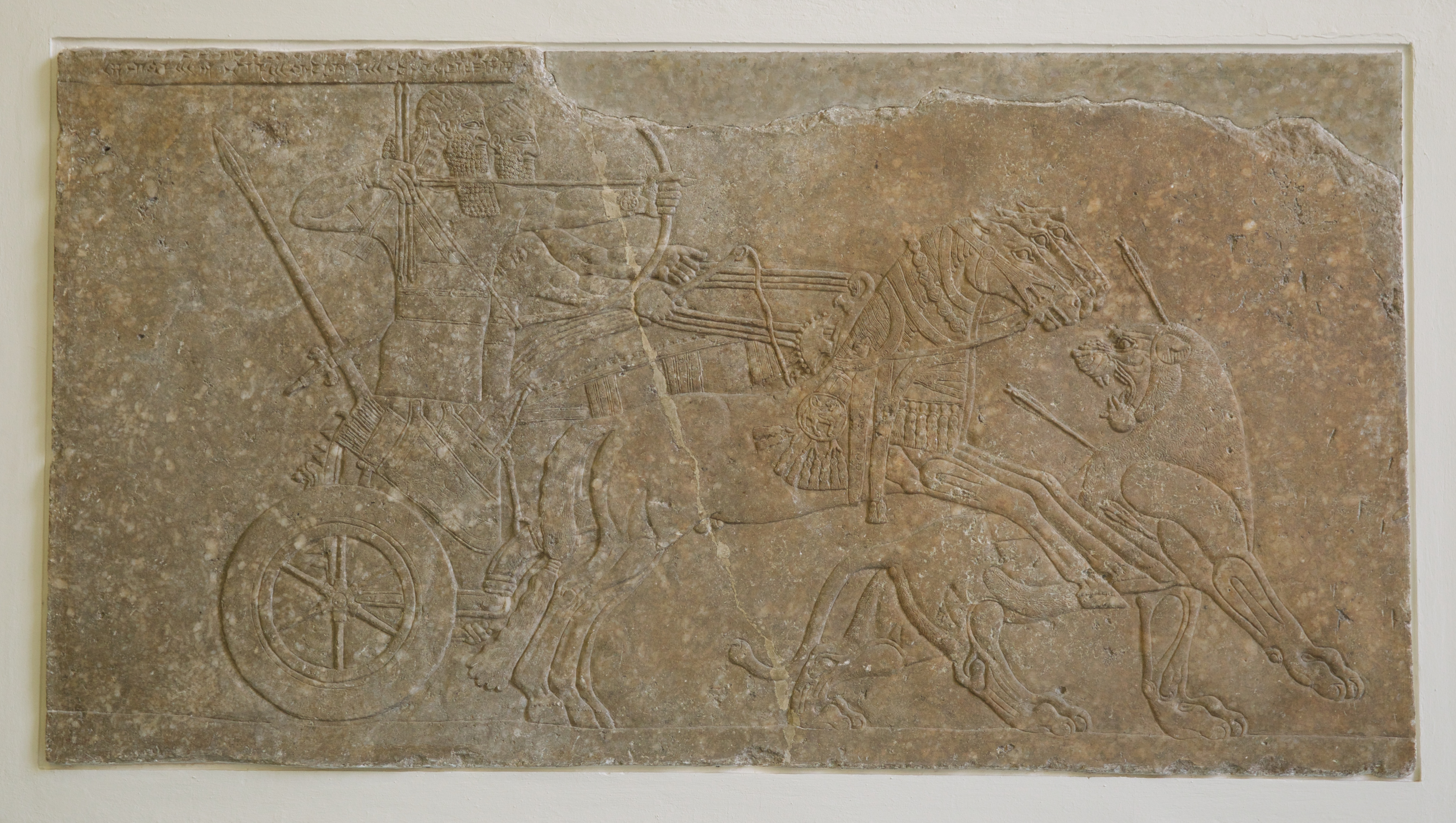
آشورناصربال الثاني أثناء صيد الأسود، متحف بيرغامون، برلين.

على هذه الألواح المنقوشة نصوص من 870 قبل الميلاد. كان ما يُشار إليه بالنقش القياسي المنحوت في كل لوح من الألواح الحجرية، بما في ذلك تلك التي تفتقر إلى تَصويرات. أعطى هذا النص أسماء وألقاب الملك المختلفة، وتحدث عن علاقته بالآلهة ولخص غزواته العسكرية. يمضي النص أيضًا في وصف تأسيس النَمرود ويتحدث عن القصر نفسه.
تُتَبر الألواح، تصوير لإيديولوجية المَلك أشورناصربال أثناء فترة حكمه. يمكن تصنيف هذه الأيديولوجية إلى أربع أفكار رئيسية، النجاح العسكري للملك، وخدمته للآلهة، والتي وفرت الحماية الإلهية والازدهار الآشوري، هناك اهتمام خاص بتشريح كل من البشر والحيوانات في الرسوم. مشاهد الصيد الملكية هي بعض من أشهر نقوش النمرود وخاصة تلك التي تظهر أشورناصربال الثاني وهو يصطاد الأسود. هناك أيضًا اهتمام واضح بالعلاقة بين الإنسان والحيوان في العديد من المشاهد.
يظهر الملك في العديد من الرسوم مع مخلوقات خارقة للطبيعة عبارة مزيج من الحيوانات والبشر. كانت جميع الرسوم الهجينة البشرية والحيوانية، والتي كان من شأنها أن تزين مداخل القصر. في سياق هذه الأشكال الفاصلة كان هناك ثلاثة أنواع رئيسية، شخصية مجنحة ترتدي تاجًا مقرنًا يرمز إلى الألوهية، وشخصية مجنحة ترتدي عصابة رأس من الورود وشخصية مجنحة برأس طائر.

### مَواضيع مُتكرر

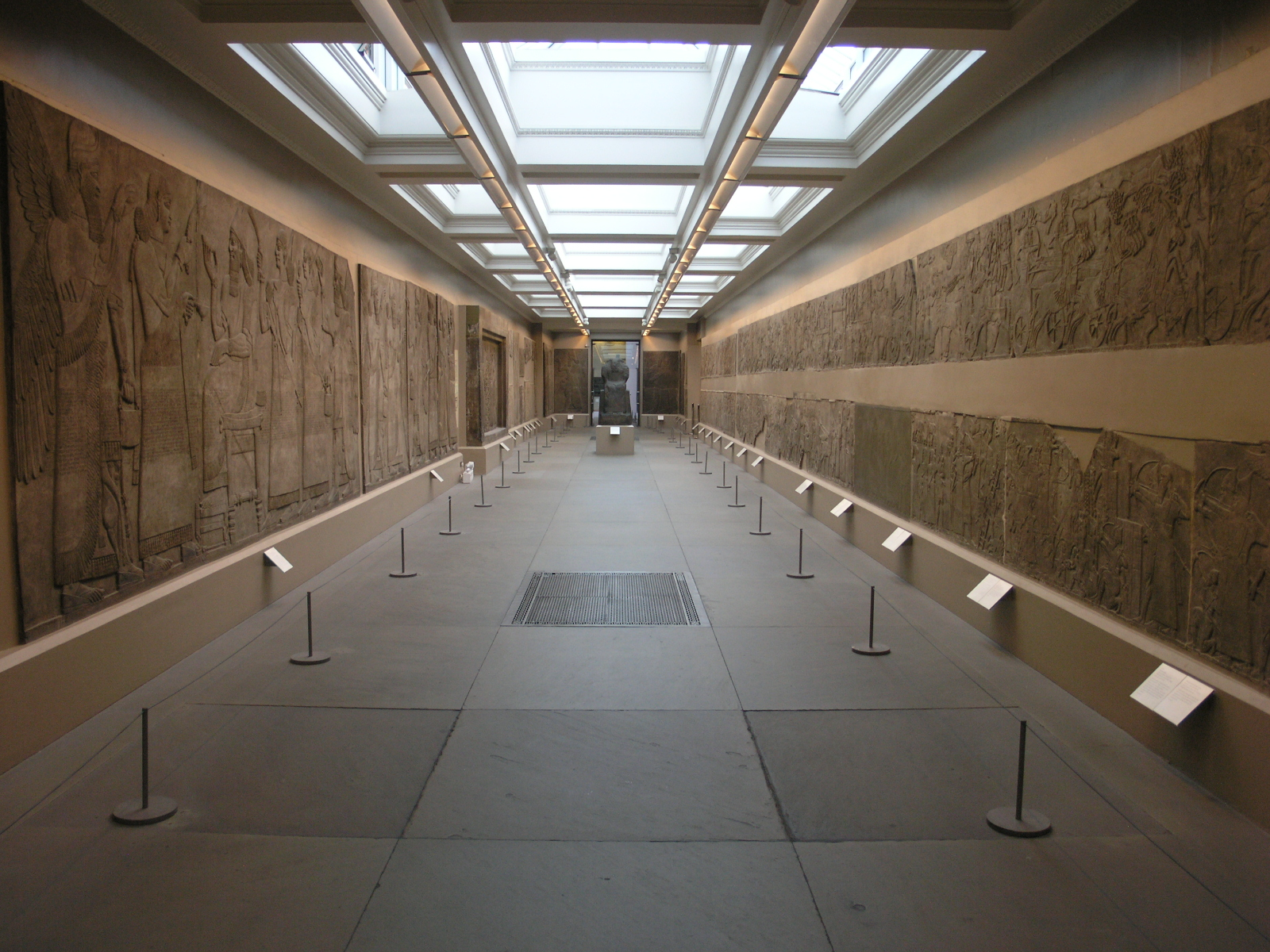
نقوش جدارية من القصر الشمالي الغربي للمَلك آشور ناصربال الثاني مَوجودة في المتحف البريطاني، لندن.

ومن المواضيع الشائعة الأخرى في نقوش النَمرود هي الحملات العسكرية والانتصارات التي حققها الآشوريون. وبشكل أكثر تحديدًا كانت هذه عروض للعلاقات بين الأشوريين وغير الآشوريين. كان الآشوريون يظهرون دائمًا في لحظات المَجد بينما يكون غير الآشوريين في أوضاع مترامية الأطراف أو ملتوية وغالبًا ما يكونون عراة. تمثل هذه الرسوم التوضيحية الموت العنيف كعقوبة لانتهاك القيم الآشورية، وكذلك عقابًا لا يرحم على التجاوزات. لم تكن هذه النقوش بمثابة رسالة تَحذير واضحة لزوار القَصر من كبار الشخصيات من الثقافات والمَمالك الأخرى ولكن أيضًا كانت الرسالة نفسها واضحة بالفطرة كتحذير للنخب الآشورية بشأن ما يمكن أن يحدث إذا قرروا تحدي الملك. من المحتمل أن غير النخب لم يشاهدوا هذه النقوش لأنه لم يكن مسموحًا لهم في كثير من الأحيان بدخول القصر. عادة ما تكون النخب حاضرة في القصر فقط للطقوس والأعمال الأخرى مع الملك. تميل النساء الأشوريات إلى التغيب عن كل هذه المنحوتات البارزة. ويرجع ذلك على الأرجح إلى سياق النقوش، التي كانت أنشطة يهيمن عليها الذكور. الاستثناء الوحيد لتغيب النساء عن هذه المشاهد هو حالة النساء غير الأشوريات اللواتي تم أسرهن كعبيد أثناء الحرب. كان هؤلاء عادة نساء النخبة من الثقافات الأخرى وليس من الطبقة الدنيا. على عكس الطريقة التي تم بها تصوير الأسرى الذكور، لم تكن النساء مقيدين ولا عاريات في صورهن. غالبًا ما كان يتم عرض الأسيرات في ملابس طَويلة مع وجود جزء واحد من أجسادهن مكشوفًا بالتفصيل.

### مَوقع الحفريات اللاحِقة

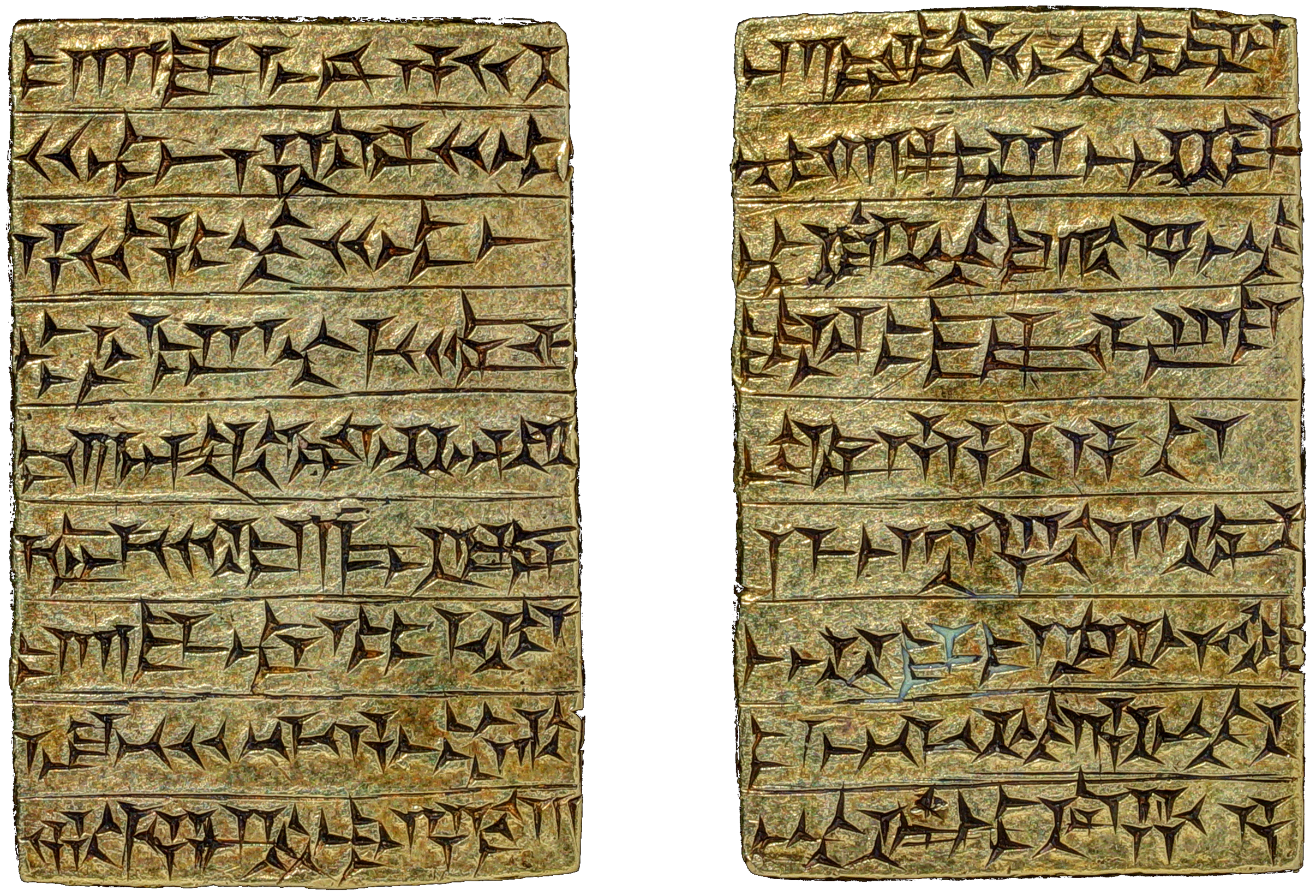
لوح ذهبي لآشورناصربال الثاني وجد في قصره في مدينة أبكو (تل أبو ماريا الحديث).

لم يَتم أستخراج جميع المنحوتات البارزة من القصر في النَمرود، ولا يزال من الممكن رؤية العديد منها في سياقها الأصلي في المَتاحف على الرغم من أن هذا محدود للغاية. تحاول العديد من المتاحف، التي تعرض حاليًا نقوش النَمرود، إعادة خلق جو القصر من خلال عرضها بطريقة مماثلة لمواقعها الأصلية.
في نوفمبر 2014، أفيد أن مسلحي داعش قد نهبوا العديد من المواقع الأثرية في العراق، بما في ذلك قصر آشور ناصربال الثاني، وكانوا يبيعون القطع الأثرية في السوق السوداء. وبحسب أيمن جواد، المدير التنفيذي لمؤسسة التراث العراقي (مقرها لندن)، فإن "الأجهزة اللوحية والمخطوطات المسمارية هي أكثر القطع الأثرية شيوعًا التي يتم تداولها، وللأسف، يتم مشاهدة هذا في أوروبا وأمريكا". يتم بيع ما قيمته ملايين الدولارات من القطع التي لا يمكن تعويضها لتمويل الإرهابيين ".
في 5 مارس 2015، ورد أن داعش بدأ بهدم ما تَبقى من قَصر النَمرود. تم هدم القصر بالجرافات، ودُمِرت تماثيل لاماسو المَوجودة على أبواب القصر.